# Urs Fischer
Urs Fischer (Triengen, 20 de febrero de 1966) es un exfutbolista y entrenador suizo. Actualmente sin club.

## Carrera como futbolista
Durante su carrera futbolística Fischer jugó en el FC Zürich, club desde el que se hizo profesional, y  el FC St. Gallen. Llegó a ser el capitán de ambos equipos. Tiene el récord de partidos jugados en la Superliga de Suiza con un total de 545 partidos. A pesar de ello solo consiguió la Copa Suiza en el año 2000 con el FC Zürich.
Fischer jugó cuatro partidos con la selección absoluta bajo las ódenes del entrenador Ulrich Stielike.
Se retiró en el 2003 y pasó a ser entrenador. 

## Carrera como entrenador
Tras su retirada de los campos de juego pasó a ser entrenador de las categorías inferiores del FC Zürich (Sub-14, Sub-16 y Sub-21). Tras un corto espacio de tiempo como segundo entrenador del equipo junto a Bernard Challandes en 2007, volvió de nuevo a dirigir al Sub-21 zuriqués. 
En 2010 se hizo cargo del primer equipo dejándolo en su primera temporada segundo. Ya en 2012, tras un mal inicio de liga es sustituido en el cargo por Harald Gämperle.
La siguiente temporada firmó un contrato con el FC Thun, en el que estaría dos temporadas, dejando al equipo cuarto en la última temporada antes de fichar por el FC Basel por 2 temporadas tras liberar de su contrato a Paulo Sousa. Se convertía así en el quinto entrenador del Basilea en seis temporadas. Con el Basilea ganó las ligas 2015/16 y 2016/17 además de la Copa 2016/17 y llevarlo a la fase de grupos de la Champions League. El 10 de abril de 2017, la nueva dirección del club anunció que no renovaría su contrato que vencía al final de la temporada.
En el verano de 2018, fichó por el 1. FC Union Berlin, con el que consiguió el ascenso a la Bundesliga tras quedar en el tercer puesto de la 2. Bundesliga alemana y derrotar en la promoción de ascenso al Stuttgart, a pesar de empatar por 2:2 en el resultado global, el Union Berlin ascendió gracias a la regla del gol de visitante, ya que en la ida (de visitantes) empataron 2:2, anotando 2 goles, en cambio, en la vuelta (de local) empataron 0:0, sin recibir goles, logrando ascender así a la 1. Bundesliga, temporada 2019-20 por primera vez en su historia. Un año después volvió a firmar un nuevo contrato que lo vinculaba con el equipo berlinés hasta 2021, y llevando a su vez en la temporada 2022-23 a la primera clasificación de la historia de la entidad a la Champions League. El 15 de noviembre de 2023, fue destituido de su cargo tras estar 14 partidos sin ganar.

## Estadísticas como entrenador
| Equipo                  | Div.                | Temporada           | Liga  | Liga | Liga | Liga | Liga |       | Copa | Copa | Copa | Copa  |    | Internacional | Internacional | Internacional | Internacional | Internacional |   | Otros | Otros | Otros | Otros |     | Totales     | Totales | Totales | Totales | Totales | Totales | Totales | Totales |
| Equipo                  | Div.                | Temporada           | Part. | G    | E    | P    | Pos. | Part. | G    | E    | P    | Part. | G  | E             | P             | Pos.          | Part.         | G             | E | P     | Part. | G     | E     | P   | Rendimiento | GF      | GC      | Dif.    |         |         |         |         |
| ----------------------- | ------------------- | ------------------- | ----- | ---- | ---- | ---- | ---- | ----- | ---- | ---- | ---- | ----- | -- | ------------- | ------------- | ------------- | ------------- | ------------- | - | ----- | ----- | ----- | ----- | --- | ----------- | ------- | ------- | ------- | ------- | ------- | ------- | ------- |
| Zürich · Suiza          | 1.ª                 | 2009-10             | 5     | 1    | 1    | 3    | 7.º  | -     | -    | -    | -    | -     | -  | -             | -             | -             | -             | -             | - | -     | 5     | 1     | 1     | 3   | 26.67%      | 4       | 14      | -10     |         |         |         |         |
| Zürich · Suiza          | 1.ª                 | 2010-11             | 36    | 21   | 9    | 6    | 2.º  | 5     | 4    | 1    | 0    | -     | -  | -             | -             | -             | -             | -             | - | -     | 41    | 25    | 10    | 6   | 69.11%      | 83      | 49      | +34     |         |         |         |         |
| Zürich · Suiza          | 1.ª                 | 2011-12             | 24    | 8    | 5    | 11   | Inc. | 3     | 2    | 0    | 1    | 10    | 2  | 3             | 5             | FG            | -             | -             | - | -     | 37    | 12    | 8     | 17  | 39.64%      | 59      | 45      | +14     |         |         |         |         |
| Zürich · Suiza          | Total               | Total               | 65    | 30   | 15   | 20   | -    | 8     | 6    | 1    | 1    | 10    | 2  | 3             | 5             | -             | -             | -             | - | -     | 83    | 38    | 19    | 26  | 53.41%      | 146     | 108     | +38     |         |         |         |         |
| Thun · Suiza            | 1.ª                 | 2012-13             | 18    | 8    | 6    | 4    | 5.º  | 2     | 1    | 0    | 1    | -     | -  | -             | -             | -             | -             | -             | - | -     | 20    | 9     | 6     | 5   | 55%         | 28      | 22      | +6      |         |         |         |         |
| Thun · Suiza            | 1.ª                 | 2013-14             | 36    | 13   | 9    | 14   | 6.º  | 5     | 3    | 2    | 0    | 12    | 6  | 0             | 6             | FG            | -             | -             | - | -     | 53    | 22    | 11    | 20  | 48.43%      | 78      | 67      | +11     |         |         |         |         |
| Thun · Suiza            | 1.ª                 | 2014-15             | 36    | 13   | 13   | 10   | 4.º  | 3     | 2    | 0    | 1    | -     | -  | -             | -             | -             | -             | -             | - | -     | 39    | 15    | 13    | 11  | 49.57%      | 52      | 48      | +4      |         |         |         |         |
| Thun · Suiza            | Total               | Total               | 90    | 34   | 28   | 28   | -    | 10    | 6    | 2    | 2    | 12    | 6  | 0             | 6             | -             | -             | -             | - | -     | 112   | 46    | 30    | 36  | 50%         | 158     | 137     | +21     |         |         |         |         |
| Basilea · Suiza         | 1.ª                 | 2015-16             | 36    | 26   | 5    | 5    | 1.º  | 4     | 3    | 1    | 0    | 14    | 7  | 4             | 3             | 1/8           | -             | -             | - | -     | 54    | 36    | 10    | 8   | 72.84%      | 124     | 58      | +66     |         |         |         |         |
| Basilea · Suiza         | 1.ª                 | 2016-17             | 36    | 26   | 8    | 2    | 1.º  | 6     | 6    | 0    | 0    | 6     | 0  | 2             | 4             | FG            | -             | -             | - | -     | 48    | 32    | 10    | 6   | 73.61%      | 110     | 60      | +50     |         |         |         |         |
| Basilea · Suiza         | Total               | Total               | 72    | 52   | 13   | 7    | -    | 10    | 9    | 1    | 0    | 20    | 7  | 6             | 7             | -             | -             | -             | - | -     | 102   | 68    | 20    | 14  | 73.21%      | 234     | 108     | +126    |         |         |         |         |
| Union Berlin · Alemania | 2.ª                 | 2018-19             | 34    | 14   | 15   | 5    | 3.º  | 2     | 1    | 0    | 1    | -     | -  | -             | -             | -             | 2             | 0             | 2 | 0     | 38    | 15    | 17    | 6   | 54.38%      | 62      | 40      | +22     |         |         |         |         |
| Union Berlin · Alemania | 1.ª                 | 2019-20             | 34    | 12   | 5    | 17   | 11.º | 4     | 3    | 0    | 1    | -     | -  | -             | -             | -             | -             | -             | - | -     | 38    | 15    | 5     | 18  | 43.74%      | 52      | 62      | -10     |         |         |         |         |
| Union Berlin · Alemania | 1.ª                 | 2020-21             | 34    | 12   | 14   | 8    | 7.º  | 2     | 1    | 0    | 1    | -     | -  | -             | -             | -             | -             | -             | - | -     | 36    | 13    | 14    | 9   | 49.07%      | 53      | 46      | +7      |         |         |         |         |
| Union Berlin · Alemania | 1.ª                 | 2021-22             | 34    | 16   | 9    | 9    | 5.º  | 5     | 4    | 0    | 1    | 8     | 3  | 2             | 3             | FG            | -             | -             | - | -     | 47    | 23    | 11    | 13  | 56.74%      | 72      | 59      | +13     |         |         |         |         |
| Union Berlin · Alemania | 1.ª                 | 2022-23             | 34    | 18   | 8    | 8    | 4.º  | 4     | 3    | 0    | 1    | 10    | 5  | 2             | 3             | 1/8           | -             | -             | - | -     | 48    | 26    | 10    | 12  | 61.11%      | 67      | 51      | +16     |         |         |         |         |
| Union Berlin · Alemania | 1.ª                 | 2023-24             | 11    | 2    | 0    | 9    | Inc. | 2     | 1    | 0    | 1    | 4     | 0  | 1             | 3             | Inc.          | -             | -             | - | -     | 17    | 3     | 1     | 13  | 19.61%      | 18      | 33      | -15     |         |         |         |         |
| Union Berlin · Alemania | Total               | Total               | 181   | 74   | 51   | 56   | -    | 19    | 13   | 0    | 6    | 22    | 8  | 5             | 9             | -             | 2             | 0             | 2 | 0     | 224   | 95    | 58    | 71  | 51.04%      | 324     | 291     | +33     |         |         |         |         |
| Total en su carrera     | Total en su carrera | Total en su carrera | 408   | 190  | 107  | 111  | -    | 47    | 34   | 4    | 9    | 64    | 23 | 14            | 27            | -             | 2             | 0             | 2 | 0     | 521   | 247   | 127   | 147 | 55.54%      | 862     | 644     | +218    |         |         |         |         |
| 1. 2. 3.                |                     |                     |       |      |      |      |      |       |      |      |      |       |    |               |               |               |               |               |   |       |       |       |       |     |             |         |         |         |         |         |         |         |

### Resumen por competiciones
| Competición                        | Partidos | Ganados | Empatados | Perdidos | Ganados % | Mejor resultado  |
| ---------------------------------- | -------- | ------- | --------- | -------- | --------- | ---------------- |
| Superliga de Suiza                 | 227      | 116     | 56        | 55       | 59.32%    | Campeón          |
| Copa de Suiza                      | 28       | 21      | 4         | 3        | 79.76%    | Campeón          |
| 2. Bundesliga                      | 36       | 14      | 17        | 5        | 54.63%    | 3.º Lugar        |
| Bundesliga                         | 147      | 60      | 36        | 51       | 48.98%    | 4.º Lugar        |
| Copa de Alemania                   | 19       | 13      | 0         | 6        | 68.42%    | Semifinales      |
| Liga de Campeones de la UEFA       | 18       | 3       | 6         | 9        | 27.78%    | Fase de grupos   |
| Liga Europea de la UEFA            | 38       | 17      | 6         | 15       | 50%       | Octavos de final |
| Liga Europa Conferencia de la UEFA | 8        | 3       | 2         | 3        | 53.33%    | Fase de grupos   |
| TOTAL                              | 521      | 247     | 127       | 147      | 55.54%    | Tres títulos     |

## Palmarés

### Como entrenador
| Título             | Club    | País  | Año     |
| ------------------ | ------- | ----- | ------- |
| Superliga de Suiza | Basilea | Suiza | 2015-16 |
| Superliga de Suiza | Basilea | Suiza | 2016-17 |
| Copa Suiza         | Basilea | Suiza | 2016-17 |